# Segrahner See
Der Segrahner See ist ein See in der Gemeinde Gudow im schleswig-holsteinischen Kreis Herzogtum Lauenburg. Der See liegt zwischen dem Ortskern Gudows und dem Ortsteil Segrahn. Er ist vollständig von Wald umgeben und befindet sich in Privatbesitz.
Der See gehört nicht mehr zur Mölln-Gudower Seenrinne und muss daher als isolierter See betrachtet werden.

## Biotopverbundsystem
Bei einer Betrachtung der Situation des Biotopverbundes im Gemeindegebiet ist den an die betroffene Fläche angrenzenden Waldflächen eine herausragende Bedeutung hinsichtlich des Biotopverbundes zwischen Sarnekower See, Gudower See und dem Segrahner See beizumessen. Die Lebensräume Segrahner See und Segrahner Moor bilden sehr sensible Lebensräume.

## Archäologie
Die Uferkante des Segrahner Sees ist weiträumig als archäologisches Interessengebiet einzustufen, da hier zahlreiche siedlungsgeschichtliche Fundstellen existieren. 